# Nick Jr. (Nederland)
Nick Jr. Nederland is de Nederlandse variant van het van oorsprong Amerikaans televisiekanaal, dat programma's uitzendt voor peuters en kleuters. In Nederland is Nick Jr. elke dag doorlopend te zien op een eigen digitaal kanaal, maar ook als een peuterblok in de ochtend op Nickelodeon.

## Informatie
Sinds de oprichting van Nickelodeon in Nederland in 2003 is er steeds een peuterblok te zien in de ochtend, van 06.00 tot 07.00 uur worden er animatie- en tekenfilmseries uitgezonden, speciaal gemaakt voor kleine kinderen.
In 2005 kwam daar een digitaal kanaal bij dat 24/7 uitzendt. In Nederland is Nick Jr. te ontvangen via de meeste digitale kabelpakketten.

## Programma's
- Barbapapa (2020-heden)
- Blaze en de Monsterwielen (2015-heden)
- Blue's Clues & Jij (2020-heden)
- Butterbean’s Café (2019-heden)
- De Avonturen van Paddington (2020-heden)
- Deer Squad (2021-heden)
- Paw Patrol (2013-heden)
- Peppa Pig (2004-heden)
- Shimmer and Shine (2015-2020)

Eerdere programma's:
- Barney & Friends (2004-2007)
- Becca's Bende (2019-2020)
- Ben en Holly (2009-2018)
- Blue's Clues (2004-2014)
- Clifford (2005-2009)
- De Smurfen (2004-2006)[1]
- Dibo (2008-2012)
- Dora & Friends (2014-2018)
- Fresh Beat Band of Spies (2016-2017)
- Go Diego,Go! (2006-2016)
- Kid-e-Cats (2017-2019)
- Kleine Rode Tractor (2005-2011)
- Iedereen klaar? Dansen maar! (2020-2022)
- Calvin en Kaison's Speelkracht (2020)
- Bubble Guppies (2011-2023)
- Dora (2004-2019)
- Abby Hatcher (2019-2022)

- Kiva Kan Het! (2018-2019)
- Max & Ruby (2004-2020)
- Nella de ridderprinses (2017-2020)
- Ni hao, kai-lan (2008-2017)
- Pieter Post (2004-2015)
- PopPixie
- Rusty Rivets (2017-2021)
- De Snorkels (2004-2007)
- Sunny Day (2018-2019)
- Sneeuwwitje (2025)
- Team Umizoomi (2010-2018)
- Thomas de stoomlocomotief (2004-2015)
- Tickety Toc (2012-2016)
- Top Wing (2018-2021)
- Wallykazam (2017-2019)
- Koekeloere (2013)